# Brightburn – A lángoló fiú
A Brightburn – A lángoló fiú (eredeti cím: Brightburn) 2019-ben bemutatott amerikai szuperhős-horrorfilm, melyet Mark és Brian Gunn forgatókönyvéből David Yarovesky rendezett, James Gunn és Kenneth Huang produceri közreműködésével. A főbb szerepekben Elizabeth Banks, David Denman, Jackson A. Dunn, Matt Jones és Meredith Hagner látható. A cselekmény alig titkoltan egy alternatív Superman-történet, ahol a főhős negatív szerepkörben tűnik fel.
Az Amerikai Egyesült Államokban 2019. május 24-én mutatták be, Magyarországon két héttel korábban szinkronizálva, május 9-én az InterCom Zrt. forgalmazásában. A forgatás 2018 márciusában kezdődött, és ugyanezen év májusában fejeződött be. Általánosságban vegyes értékeléseket kapott a kritikusoktól, akik úgy érezték, hogy a film nem váltotta be a benne rejlő lehetőségeket. A film 32 millió dollárt keresett 6-12 millió dolláros költségvetéssel szemben.

## Cselekmény
2006-ban egy űrhajó lezuhan a kansasi Brightburnben. Tori és Kyle Breyer, akik képtelenek gyermeket nemzeni, belenéznek, és egy csecsemőt találnak. A pár örökbefogadja a gyermeket, és Brandonnak nevezi el. Az űrhajót a pajtájukban rejtik el, hogy eltitkolják előle az igazságot.
2018-ban a hajó egy idegen üzenetet kezd el továbbítani, aminek hatására Brandon alvajárásra kényszerül az istálló felé. Megpróbálja kinyitni a pince ajtaját, de Tori közbelép. Brandon emberfeletti képességeket kezd mutatni.
Az egyik nap a testnevelés órán, egy gyakorlat során Brandon egy Caitlyn nevű lány közelébe esik; a lány hagyja, hogy a földre boruljon, és azzal vádolja, hogy perverz, mivel korábban már látta őt a szobájában éjszaka. Caitlyn kénytelen felsegíteni Brandont, és Brandon a lány vádaskodása miatt frusztráltan letöri a kezét. Aznap éjjel Brandon ismét álmában a hajóhoz sétál, és betör a pajtába, ahol az el van rejtve. Tori követi, és látja, hogy lebegve szavalja a hajó üzenetét: "Vedd el a világot." Tori felfedi az igazságot a származásáról, Brandon pedig ámokfutásba kezd, és megöli Erika Connort, Caitlyn anyját, miután Erika ellenszenvét fejezte ki vele szemben, mert eltörte Caitlyn kezét. A rendőrség egy ablakra rajzolt rúnasorozatot talál, miközben Erika eltűnése ügyében nyomoz.
Másnap Brandon megöli nagybátyját, Noah-t azáltal, hogy felemeli és rádobja a járművét. Másnap reggel Tori és Kyle tájékoztatja Brandont Noah haláláról, de Brandon nem mutat érzelmeket vagy együttérzést, ami mindkettőjüket feldühíti. Kyle gyilkossággal vádolja Brandont és megragadja, Brandon pedig erőszakos lökdösődéssel vág vissza. Kyle megtalálja Brandon vérfoltos ingét, és megmutatja Torinak, de ő nem hajlandó elhinni.
Kyle elviszi Brandont egy apa-fia vadászatra az erdőbe. Kyle megpróbálja lelőni és megölni Brandont a vadászpuskájával, de a kivitelezés nem sikerül, amikor a golyó lepattan Brandon tarkójáról. Rájön, hogy Kyle mit akart tenni, Brandon üldözőbe veszi, és hőlátással végez vele. Egy seriff érkezik Breyersékhez, és Brandont akarja látni. Tori elmondja a seriffnek, hogy Kyle és Brandon nincsenek otthon, ezért megmutatja Torinak a szimbólumot, amit Erika és Noah halálának helyszínén találtak. Tori megtalálja Brandon jegyzetfüzetét a gyilkosságokról készült rajzokkal és az üzenetével, hogy "vegyük el a világot", és elkezd hinni Kyle-nak. Megpróbálja felhívni férjét, de Brandon válaszol, és azt sugallja, hogy most Toriért megy.
Brandon visszatér, és elkezdi elpusztítani a házat, könnyedén megölve a segítségére siető zsarukat. Mivel eszébe jut, hogy a hajó megsebesítheti Brandont, Tori a pajtába rohan, és felfedezi Erika kibelezett holttestét. Miközben Brandon üldözőbe veszi, Tori megpróbálja elmondani neki, mennyire szereti. Tori ezután megpróbálja leszúrni őt a hajó egy darabjával, amit Brandon lát és kikerül. Bosszúból Brandon mérföldekre az égbe repíti Torit a felhők fölé, és a halálba ejti, éppen amikor egy repülőgép közeledik. Másnap kiderül, hogy a repülőgép rejtélyes módon a farmházra zuhant (és az űrhajó, Brandon egyetlen ismert gyenge pontja, feltehetően megsemmisült), a hírek szerint a fedélzeten mindenki meghalt, és Brandon az egyetlen túlélő.
A stáblista alatt Brandon megkezdi világméretű támadásait, amelyekről a hírek is beszámolnak. Brandont a média "Brightburn"-nek is becézi. Egy Big T nevű összeesküvés-elméletíró a Brightburn incidensről és más szupererős lények létezéséről beszél, és arra kéri az emberiséget, hogy cselekedjenek.

## Szereplők
| Szereplő                    | Színész               | Magyar hang         |
| --------------------------- | --------------------- | ------------------- |
| Tori Breyer                 | Elizabeth Banks       | Peller Anna         |
| Kyle Breyer                 | David Denman          | Kardos Róbert       |
| Brandon Breyer / Brightburn | Jackson A. Dunn       | Berecz Kristóf Uwe  |
| Royce                       | Abraham Clinkscales   | Nagy Gereben        |
| Noah McNichol               | Matt Jones            | Varga Gábor         |
| Merilee McNicholl           | Meredith Hagne        | Andrusko Marcella   |
| Deever seriff               | Gregory Alan Williams | Papucsek Vilmos     |
| Erica                       | Becky Wahlstrom       | Ligeti Kovács Judit |
| Caitlyn                     | Emmie Hunter          | Pekár Adrienn       |
| Igazgatónő                  | Elizabeth Becka       | Kocsis Mariann      |